# 卡斯杜丽拉妮
卡斯杜丽拉妮（羅馬化：Kastūri paṭṭu，1979年8月9日—），行动党党员。曾任峇都交湾国会议员，2013年代表行动党参加2013年马来西亚大选并赢得有关国会议席。她的父亲是前行动党领袖P·帕托（Patto Perumal）。